# 2/デュオ
『2/デュオ』は、1997年の日本映画。監督は諏訪敦彦。

## キャスト
- 柳愛里
- 西島秀俊
- 中村久美
- 渡辺真起子